# Clube de Regatas Brasil
El Clube de Regatas Brasil simplemente conocido como C. R. B. es un club de fútbol de la ciudad de Maceió, estado de Alagoas en Brasil. Los "Regatianos" hacen de local en el Estadio Rei Pelé, de 30.000 espectadores, y juegan actualmente en el Campeonato Brasileño de Serie B.

## Historia

### Inicios
El Club de Regatas Brasil fue fundado en Maceió, Alagoas, el 20 de septiembre de 1912 por un grupo de jóvenes liderados por Lafaiete Pacheco y Antônio Vianna. La idea de fundar el club surgió tras el intento frustrado de aumentar las mensualidades del Club Alagoano de Regatas, fundado en 1911. Insatisfechos con la gestión anterior, los fundadores decidieron crear una nueva asociación deportiva en Pajuçara con el lema «Deporte por una patria fuerte».
Inicialmente, el CRB se centraba en las regatas, y adquirió su primer barco de competición, una yola, en Santos por doscientos mil réis. Los entrenamientos se realizaban entre la Ponta Verde y la Pajuçara. Posteriormente, en 1916, el club expandió sus actividades al fútbol, siendo uno de los primeros equipos compuesto por Haroldo Zagallo, padre del tetracampeón Mário Zagallo, además de otros jugadores como Peter, Lauro Bahia y los hermanos Gondim.
El club se enfrentó a desafíos financieros desde sus inicios, con dificultades para recaudar recursos, lo que llevó a los fundadores a recaudar dinero para construir un garaje para guardar las embarcaciones. El lugar elegido fue el mismo donde se encontraba la sede social del club.

### Primeros logros, tetracampeonatos y otros logros
El club fue el primer campeón del Campeonato Alagoano en 1927, al vencer al CSA por 2-0 en una campaña invicta. Tres años después, en 1930, repitió este hito al derrotar nuevamente al CSA en la final en otra campaña sin derrotas.
En 1937, el CRB inició su camino hacia el primer tetracampeonato estatal, que conquistó entre 1937 y 1940. En el título de 1937, el club ganó 11 de las 15 partidos. En 1939, el club se proclamó tricampeón invicto, con especial mención a la goleada de 6-0 sobre el CSA, conocida como el «Jogo da Sofia». En 1940, el CRB se consolidó como tetracampeón tras vencer al CSA en la final.
Tras un periodo de sequía de títulos, el CRB volvió a ser campeón en 1950 y 1951. Durante la década de 1960, el club conquistó varios títulos estatales y torneos regionales, como la Copa Coronel Rolim, la Copa Mário Lima y la Copa Consejo Regional de Deportes.
En la década de 1970, el CRB alcanzó otro tetracampeonato estatal (1976-1979) y conquistó el Torneo José Américo de Almeida Filho en 1975, considerado un precursor de la Copa del Nordeste. En la final, derrotó al Botafogo de Paraíba en João Pessoa.
En la década de 1990, el club volvió a ser bicampeón estatal en 1992 y 1993. En 1994, fue subcampeón de la Copa del Nordeste, perdiendo la final contra el Sport en los penaltis.

### Años en la Serie B y descenso a la C
En 1995, el jugador Inha se convirtió en el máximo goleador del Campeonato Alagoano al anotar 37 goles durante la campaña que llevó al CRB al título. El club volvería a proclamarse campeón en 2002, derrotando al CSA 2-0 en la última ronda del cuadrangular final, obteniendo su 25º título estatal. Ese mismo año, el CRB realizó una destacada campaña en la Copa del Nordeste, pero finalizó en sexto lugar, quedando fuera de las semifinales.
En 2003, el club venció a su rival histórico en un clásico decisivo por 4-2, lo que provocó el descenso del CSA a la Segunda División Estatal. Sin embargo, el CRB fue subcampeón, perdiendo la final ante el ASA de Arapiraca.
En la Copa do Brasil de 2004, el CRB empató 4-4 con Flamengo en Maceió, pero fue eliminado tras perder 3-1 en Río. En 2005, evitó el descenso a la Serie C con una remontada sobre Criciúma, ganando 2-1 con dos goles en los últimos minutos, un partido recordado como el "Milagro de Criciúma".
En 2007, el CRB terminó octavo en la Serie B. Sin embargo, al año siguiente, descendió a la Serie C tras una mala campaña, ganando solo cinco de los 38 partidos disputados.
En 2009, el CRB rebajó a su mayor rival, el CSA, al vencer el derbi por 2-1 en el Estadio Rei Pelé, en un partido marcado por los disturbios entre los jugadores del CSA y el arbitraje. Este episodio es celebrado por los aficionados hasta hoy.

### Los años 2010
En los años siguientes, el CRB tuvo que hacer frente a desafíos en el Campeonato Alagoano y en la Serie C. En 2010, el club consiguió evitar el descenso a la Serie D al derrotar al ABC en la última jornada de la competición. En 2011, bajo la presidencia de Marcos Barbosa, el club vivió un vuelco al conquistar el subcampeonato de la Serie C, lo que le permitió regresar a la Segunda División.
El año 2012 fue especial para el club, que celebró su centenario conquistando el Campeonato Alagoano al vencer al ASA en la final. En 2013, el club repitió la hazaña, esta vez superando al CSA, su mayor rival, en una final emocionante que se decidió en la tanda de penaltis. Sin embargo, en 2014, el CRB fue subcampeón alagoano y tuvo una campaña consistente en la Serie C, consiguiendo el acceso a la Serie B.
En 2015, el CRB volvió a ser campeón alagoano y tuvo una participación tranquila en la Serie B, terminando en 11.ª posición. Destacó el atacante Zé Carlos, máximo artillero de la competición con 19 goles. Al año siguiente, el club volvió a conquistar el torneo regional y completó una buena campaña en la Serie B, luchando por el ascenso hasta el final.
Entre 2017 y 2018, el CRB se mantuvo fuerte en el ámbito regional, conquistando el tricampeonato alagoano en 2017. Sin embargo, en 2018, el club perdió el título regional ante el CSA. Aun así, alcanzó las cuartas de final de la Copa del Nordeste e hizo una campaña sólida en la Serie B, y se aseguró la permanencia en la división.
En 2019, el CRB fue subcampeón estatal e hizo buenas campañas en la Copa de Brasil y en la Copa del Nordeste. En la Série B, el club luchó por el ascenso, pero terminó séptimo, destacando por su buen rendimiento fuera de casa.

### Los años 2020
En 2020, el CRB fue líder de la primera fase del Campeonato Alagoano y conquistó el título estatal al derrotar al CSA en la final, poniendo fin a un periodo de tres años sin ganar. En la Copa de Brasil, el equipo llegó a cuartos de final, donde fue eliminado por el Juventude tras una victoria en casa y una derrota fuera. En la Serie B del Campeonato Brasileño, el CRB tuvo un comienzo prometedor, pero decayó su rendimiento, y terminó el primer turno en el puesto 10. Ramon Menezes, contratado para sustituir al entrenador Marcelo Cabo, no consiguió mantener el nivel y fue despedido tras una racha de malos resultados. Roberto Fernandes asumió el cargo y finalizó la campaña en 13er puesto.
En 2021, Mário Marroquim asumió la presidencia del club, poniendo fin a una gestión de 10 años de Marcos Barbosa. El CRB tuvo un buen inicio de temporada, clasificándose para los cuartos de final de la Copa do Nordeste y la tercera fase de la Copa do Brasil. Sin embargo, fue eliminado, sufriendo una goleada por 4-0 contra el Bahía en los cuartos de final de la Copa Nordeste. El club hizo historia en la Copa del Brasil al eliminar al Palmeiras, pero fue eliminado por el Fortaleza en octavos de final. En la Serie B, el CRB terminó en séptimo lugar, batiendo su récord de imbatibilidad, pero volvió a fracasar en su intento de ascender a la Serie A.
En 2022, el CRB empezó mal en el Campeonato Alagoano, pero reaccionó a tiempo y ganó el título estatal tras derrotar al ASA en la final. En la Copa do Nordeste, el club llegó a las semifinales, pero fue eliminado por el Sport. El desempeño en la Serie B fue regular, y el club terminó en undécimo lugar.
En 2023, el entrenador Umberto Louzer llevó al CRB a una racha de 18 partidos imbatido, pero el equipo fue eliminado en la fase de cuartos de final de la Copa del Nordeste por el Sport. El CRB conquistó el Campeonato Alagoano de forma invicta y llegó hasta la tercera fase de la Copa de Brasil, pero fue eliminado por el Athletico Paranaense en la tanda de penaltis. En la Serie B, tras un mal comienzo, Daniel Paulista se hizo cargo del equipo y obtuvo buenos resultados, pero el club terminó en novena posición.
En 2024, el CRB continuó siendo competitivo en el Campeonato Alagoano, venciendo al ASA y conquistando su 34.º título regional. En la Copa do Brasil, avanzó hasta los octavos de final, siendo eliminado por el Atlético-MG. En el Nordestão, el CRB alcanzó su segunda final después de eliminar al Bahia en las semifinales, y quedó como subcampeón tras ser derrotado por 5 a 4 en la tanda de penaltis tras dos partidos en que perdió y ganó contra el Fortaleza por 2 a 0 en el partido de ida y volta, respectivamente.

## Rivalidades
Su principal adversario futbolístico es el Centro Sportivo Alagoano (CSA), con el cual disputa el Clássico das Multidões o Clásico de Multitudes, considerado como una fuerte rivalidad regional en el fútbol brasileño, al pertenecer los dos equipos al Estado de Alagoas. En total, estos dos conjuntos jugaron 523 partidos entre sí, con 188 victorias para CRB, 157 victorias para CSA y 178 empates.
Otras rivalidades del Clube de Regatas Brasil son con Agremiação Sportiva Arapiraquense (ASA) y Associação Atlética Coruripe.

## Palmarés

### Nacionales
- Campeonato Brasileño de Serie C (1): 1993 (Región Paraíba y Alagoas)
- Ascensos a Serie A (5): 1961, 1964, 1971, 1975 y 1983
- Ascensos a Serie B (3): 1993, 2011 y 2014

### Estaduales
- Campeonato Alagoano (33): 1927, 1930, 1937, 1938, 1939, 1940, 1950, 1951, 1961, 1964, 1969, 1970, 1972, 1973, 1976, 1977, 1978, 1979, 1983, 1986, 1987, 1992, 1993, 1995, 2002, 2012, 2013, 2015, 2016, 2017, 2020, 2022, 2023
- Torneio Início de Alagoas (16): 1936, 1937, 1939, 1943, 1944, 1945, 1946, 1951, 1956, 1958, 1962, 1963, 1966, 1969, 1970 y 1973

### Otros
- Copa Maceió de Futebol (1): 2015
- Taça Coronel Rolim (2): 1947 y 1948
- Torneio Municipal de Maceió (2): 1950 y 1951
- Taça Mário Lima (4): 1952, 1958, 1959 y 1960
- Taça Conselho Regional de Desportos (3): 1961, 1964 y 1966

## Jugadores

### Plantilla 2025

#### Altas y bajas 2025 (otoño)
| Altas          | Altas    | Altas       | Altas          | Altas |
| Jugador        | Posición | Procedencia | Tipo           | Costo |
| -------------- | -------- | ----------- | -------------- | ----- |
| Anderson Jesus | Defensa  | Bolívar     | Transferencia. | --    |

| Bajas            | Bajas     | Bajas        | Bajas                  | Bajas        |
| Jugador          | Posición  | Destino      | Tipo                   | Costo        |
| ---------------- | --------- | ------------ | ---------------------- | ------------ |
| Léo Pereira      | Delantero | Vitória      | Préstamo.              | --           |
| Yan Souto        | Defensa   | Agente libre | Rescisión de contrato. | --           |
| Erick Varão      | Volante   | Agente libre | Rescisión de contrato. | --           |
| Gustavo Henrique | Defensa   | Portuguesa   | Transferencia.         | No revelado. |
| Miranda          | Defensa   | Agente libre | Rescisión de contrato. | --           |
| Ronald           | Delantero | Agente libre | Rescisión de contrato. | --           |

## Entrenadores
- Arnaldo Lira (?–mayo de 2003)[96]
- Estevam Soares (mayo de 2003–?)[96]
- Leonardo Condé (noviembre de 2016–junio de 2017)[97][98]
- Jean Carlos (interino- junio de 2017)[99]
- Dado Cavalcanti (junio de 2017–septiembre de 2017)[100][101]
- Mazola Júnior (septiembre de 2017–abril de 2018)[102][103]
- Júnior Rocha (abril de 2018–junio de 2018)[104][105]
- Doriva (junio de 2018–septiembre de 2018)[106]
- Roberto Fernandes (septiembre de 2018–abril de 2019)[107][108]
- Marcelo Chamusca (abril de 2019–octubre de 2019)[109][110]
- Marcelo Cabo (octubre de 2019–noviembre de 2020)[111][112]
- Ramon Menezes (noviembre de 2020–diciembre de 2020)[113][51]
- Roberto Fernandes (diciembre de 2020–mayo de 2021)[51][114]
- Allan Aal (mayo de 2021–febrero de 2022)[115][116]
- Marcelo Cabo (febrero de 2022–mayo de 2022)[117][118]
- Daniel Paulista (mayo de 2022–noviembre de 2022)[119][120]
- Daniel Barboza (interino- noviembre de 2022)[120]
- Umberto Louzer (noviembre de 2022–mayo de 2023)[121][122]
- Daniel Paulista (mayo de 2023–septiembre de 2024)[69][123]
- Bruno Pivetti (septiembre de 2024)[124]
- Hélio dos Anjos (septiembre de 2024–noviembre de 2024)[125][126]
- Umberto Louzer (noviembre de 2024–marzo de 2025)[127][128]
- Eduardo Barroca (marzo de 2025–presente)[4]